# Vigna nyangensis
Vigna nyangensis är en ärtväxtart som beskrevs av R.Mithen och H.Kibblewhite. Vigna nyangensis ingår i släktet vignabönor, och familjen ärtväxter. Inga underarter finns listade i Catalogue of Life.